# Projektcircus Gerhard Sperlich
Der Circus Gerhard Sperlich ist ein seit 1992 bestehender Erlebniszirkus, der über zertifizierte, offene Projektarbeit für Schulen und anderen Einrichtungen den Teilnehmern ermöglicht, selbst in der Manege zu stehen. Er gilt als Begründer der Circus-Erlebnispädagogik in Deutschland.

## Geschichte
Der Circus Sperlich wurde Mitte des 19. Jahrhunderts von Alois Sperlich (Urgroßvater des heutigen Zirkusdirektors) gegründet, der damals mit seiner sechsköpfigen Familie, zwei Pferden und einem Zelt durch die deutschen Länder zog und dafür sorgte, dass seine Kinder und Enkel dieses Handwerk fortsetzten. Etwa 1912 übernahm sein ältester Sohn Oskar den Familienbetrieb, führte ihn durch die Kriegswirren und übergab ihn seinem Sohn Werner. Dieser führte ihn in Ostdeutschland weiter, bis hinein in die Jahre der noch jungen DDR. Die Enteignungswelle in der damaligen DDR veranlasste Werner und Lydia Sperlich 1953 mit dem letzten Pferd und leeren Händen in den Westen überzusiedeln. Mit einer Puppenbühne bauten sie sich hier eine neue Existenz auf. Ihr Sohn Gerhard Sperlich reiste zunächst mit dem Zirkus seiner Schwiegereltern. 1992 setzte Gerhard mit seiner Frau Florina die Zirkustradition fort und gründete mit ihr den Circus Sperlich neu. Am 11. April 1992 startete in Dinslaken die Premiere „Manege frei“ im Circus Gerhard Sperlich. Neben eigenen Zirkusvorstellungen gestaltete der Circus Sperlich auch ein Zirkusprojekt mit der Ruhrtalklinik in Wickede (Ruhr) mit behinderten und nichtbehinderten Kindern. Mit diesem ersten, erfolgreichen Zirkusprojekt beschloss man, nicht nur Zirkus für Kinder, sondern gemeinsam mit Kindern zu gestalten. Die Zirkusarbeit erhielt eine völlig neue Ausrichtung, den Zirkus für Darbietungen von Kindern und Jugendlichen zu öffnen. 1993 folgte in Hamm das erste Engagement an einer Regelschule. In den Jahren danach hat sich der Circus Gerhard Sperlich als Projektzirkus etabliert und führt jährlich etwa 30 Zirkusprojekte mit Schülerinnen und Schülern durch (Stand: 2023).

## Projekte
Die Zirkusprojekte werden gemeinsam mit der Schule geplant und durchgeführt. Sie finden vor Ort statt, denn der Zirkus kommt zur Schule, stellt sich so als vielseitiger Lernort zur Verfügung und lädt Lehrer, Kinder und Jugendliche aller Schulformen ein, selber in der Manege zu stehen. Die Artisten unterbreiten Vorschläge für mögliche Darbietungen der Kinder, sind aber auch offen für die Ideen, Vorschläge und Wünsche der Schülerinnen und Schüler. Eine Woche lang werden die Darbietungen in Kleingruppen geprobt und dann in der Manege der Öffentlichkeit präsentiert.

## Pädagogisches Konzept
Der Circus Sperlich versucht mit diesen Projekten die ganze Persönlichkeit der Kinder anzusprechen, ihren Intellekt, ihr körperliches Geschick und ihre Gestaltungskraft. Sie werden damit zu einem wichtigen Erfahrungsraum für motiviertes vielfältiges Lernen. Sie fördern Kreativität durch die „originelle Verpackung“ der Bewegungskünste und können helfen, zahlreiche brachliegende Talente zu entdecken. Der Projektcircus Gerhard Sperlich hat grundlegende pädagogische Ziele zum Programm seiner Zirkusprojekte erhoben und unterstützt auf diese Weise die kontinuierlichen Bemühungen der Lehrerinnen und Lehrer in den Schulen um
- Stärkung von Selbstvertrauen und Selbstwertgefühl
- Entwicklung von Verantwortungsgefühl und -bereitschaft
- Förderung von sozialem Verhalten und Kooperationsfähigkeit
- Förderung von schöpferischem Ausdruck und freiem Gestalten
- Bewegungsförderung und Ausbildung koordinativer Fähigkeiten.

Durch die breite Fächerung der Inhalte und die Art und Weise deren Aneignung ermöglichen diese Projekte eine wirkungsvolle Kombination von Sport-, Erlebnis-, Abenteuer- und Spielpädagogik, häufig auch als Zirkuspädagogik bezeichnet:
- Sie initiieren und gestalten ganzheitliches Lernen, verbinden soziales mit emotionalem Lernen und fördern sowohl die motorische als auch die kognitive Entwicklung der Schülerinnen und Schüler.
- Die Kinder und Jugendlichen erfahren hier besondere Aufmerksamkeit und Anerkennung, die sie vielleicht im Schulunterricht nicht immer erhalten.
- Sie erleben Spaß und Abenteuer als eine willkommene Abwechslung zum Schulalltag und lernen dabei eine ganze Menge, allein und in der Gruppe.